# Centre gauche (groupe parlementaire)
Pour les articles homonymes, voir Centre gauche.
Le Centre gauche est le nom de deux groupes parlementaires à la Chambre des députés et au Sénat, lors des débuts de la Troisième République. Ses figures principales sont Adolphe Thiers, Émile de Marcère et Jules Dufaure.
Vers 1883, le groupe ne compte plus que 26 députés, la majorité ayant quitté le groupe pour l'Union démocratique.

## Histoire
Créé en juillet 1871 par la fusion des réunions Rampon et Feray, au début de la Troisième République, pour soutenir Adolphe Thiers, le centre gauche désigne un groupe parlementaire rassemblant des héritiers de la tradition libérale et orléaniste ralliés à la République,. Il fut actif entre février 1871, date de l'arrivée de Thiers au pouvoir, et décembre 1879, ne donnant pas moins de la moitié des ministres. En 1882, la majorité des membres entre dans la Gauche républicaine pour former l'Union démocratique. Il conservera jusqu'en 1882, date à laquelle il cesse d'être la première force sénatoriale, une grande influence dans les choix politiques du gouvernement républicain.
Lors des élections de 1885, le Centre gauche, alors qu'il n'a seulement qu'une quarantaine de membres, se divise en trois, certains étant dans des listes conservatrices, d'autres opportunistes et enfin dans des listes autonomes. Le groupe est alors très critique du gouvernement opportuniste. Les résultats sont critiques pour le groupe puisque ses listes autonomes ne reçoivent qu'un succès mitigé avec moins de 30 % de voix, les électeurs ayant voté à droite ou pour les opportunistes. Seuls ceux ayant été dans une liste opportuniste sont élus et rejoignent le groupe de l'Union des gauches. Le sous-groupe se dissout en décembre 1886.
Parmi ses grandes figures, on peut citer Édouard de Laboulaye, Jules Dufaure, Charles de Rémusat, William Henry Waddington, Léon Say, Agénor Bardoux, Émile de Marcère, Auguste Casimir-Perier, Jean Casimir-Perier, Edmond Schérer, Jules Barthélemy-Saint-Hilaire, Georges Picot et Albert Christophle. Une grande partie de ces figures politiques appartient à la grande bourgeoisie d'affaires, établissant ainsi un « contrat républicain » entre le pouvoir politique et le pouvoir économique qui a joué un rôle primordial dans l'adoption définitive de la République.
Le journal Le Parlement (1879-1884), fondé par Jules Dufaure avec Alexandre Ribot et Georges Picot, sera l'organe quasi officiel du groupe Centre gauche avant d'être repris par le Journal des débats, également proche de cette mouvance et codirigé alors par Léon Say. À partir de 1889, le centre gauche sénatorial est structuré par l'Union libérale républicaine, qui participe à la création de la Fédération républicaine en 1903.
Parmi les héritiers d'une certaine tradition centre gauche figurent également les républicains modérés Alexandre Ribot, Raymond Poincaré et Louis Barthou et à ses débuts politiques (1885-1889) le député du Tarn Jean Jaurès. Celui-ci siège alors au centre gauche parmi les républicains opportunistes, qui occupent désormais, selon le phénomène du sinistrisme, cette place dans l'échiquier politique.

## Membres

### Assemblée nationale (1871-1876)
- Charles Rivet (président du groupe jusqu'en 1874)
- Léon de Maleville (président du groupe à partir de 1874)
- Pierre-Edmond Teisserenc de Bort
- Auguste Casimir-Perier
- Albert Christophle
- Léon Say
- Jules Dufaure